# Risum-Lindholm
Risum-Lindholm (nordfriesisch: Risem-Loonham bzw. Risem-Lunham) ist eine Gemeinde im Kreis Nordfriesland an der Westküste Schleswig-Holsteins.

## Geografie

### Geografische Lage
Das äußerst lang gestreckte Gebiet der Gemeinde Risum-Lindholm erstreckt sich südwestlich des zerklüfteten Übergangs der Naturräume Nordfriesische Marsch und Lecker Geest nordwestlich der hier größtenteils abgedämmt dahin fließenden und als Vorfluter dienenden Marschengewässers der Lecker Au im östlichen Teil der historischen Verwaltungsregion Bökingharde südöstlich von Niebüll und südwestlich des Zentralortes Leck. Die Marschengebiete wurden teilweise erst durch, politisch auf Initiative des damals herrschenden dänischen Königs, erfolgte Eindeichungsmaßnahmen zwischen dem 15. und  17. Jahrhundert dauerhaft siedlungsfähig erschlossen. Das Gebiet umfasst heute Anteile an den folgenden Kögen: (in Klammern: Eindeichungsjahre):
- Klixbüller Koog (1466)
- Großer Kohldammer Koog (1466)
- Kleiner Kohldammer Koog (1554)
- Risummooringer Kornkoog (1580)
- Maasbüller Herrenkoog (1641)
- Hundebüller Koog (1714) (wenige Einzelflächen)

Vor der Eindeichung wurde das Marschland zu den weitläufigen Uthlande gezählt.

### Gemeindegliederung

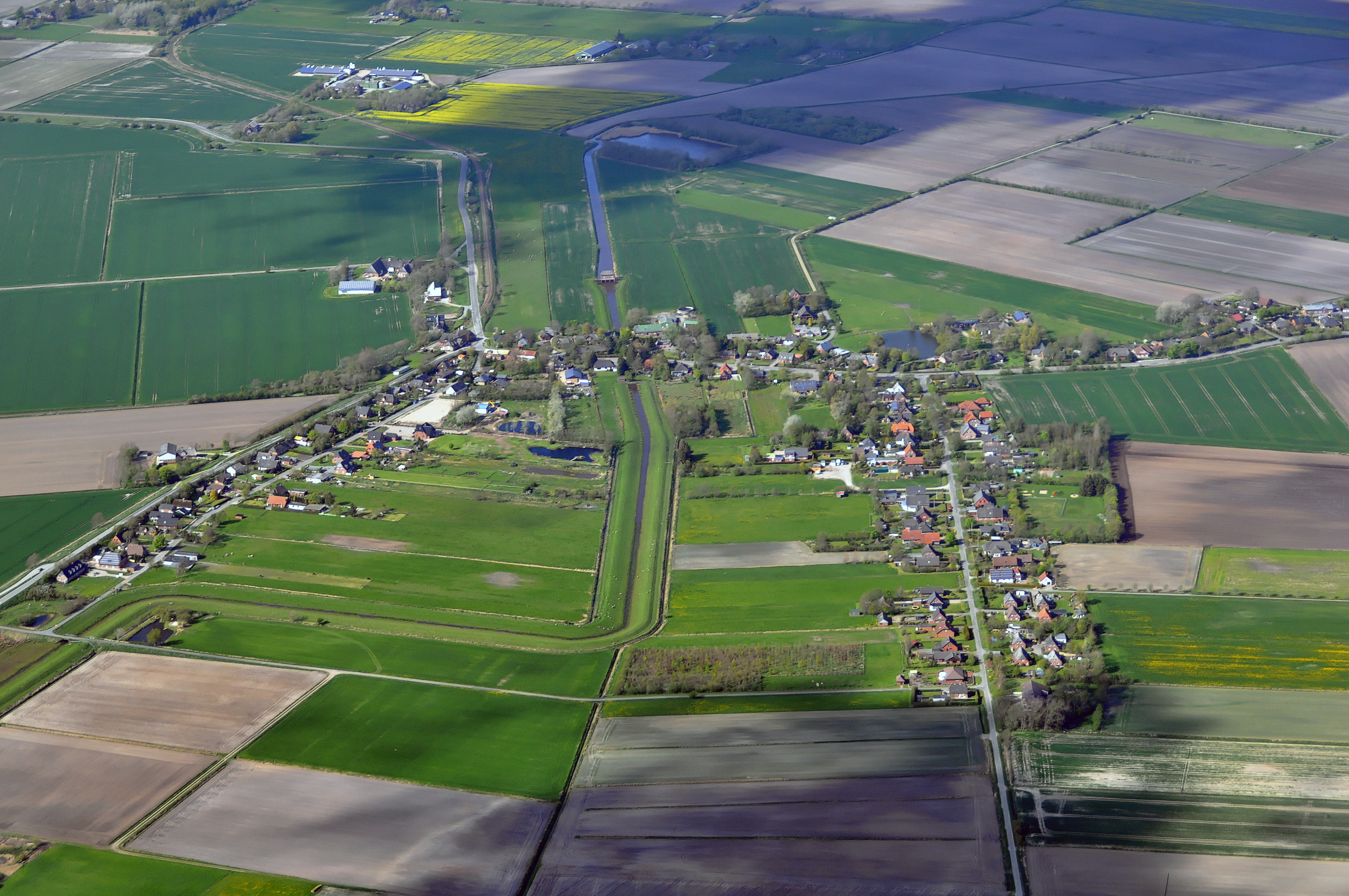
Der Ortsteil Maasbüll von oben

Die Gemeinde entstand 1969 aus den ehemals selbständigen Gemeinden Risum und Lindholm. Da sich die Gemeinde über mehrere Kilometer Länge erstreckt, wird den Ortsteilen Maasbüll (nf: Moosbel, dän.: Masbøl), Risum (nf: Risem), Lindholm (nf: Lunham), Klockries (nf: Klookriis, dän.: Klokris), Wegacker (nf: Wäieeker) und Kremperhaus (dän. Krempehus) (neben Broweg (nf: Bruwäi), Läiged, Legerade (nf: Läigeroos) und Herrenkoog (nf: Hiirnekuch, dän.: Herrekog), die nicht direkt an der langgezogenen Dorfstraße liegen) schon allein zur besseren Orientierung im Ort unverändert eine hohe Bedeutung beigemessen. So wird im örtlichen Sprachgebrauch selten der eigentliche Gemeindename verwendet, sondern vielmehr der Name des jeweiligen Ortsteils.

### Nachbargemeinden
Benachbarte Gemeindegebiete von Risum-Lindholm sind:
| Niebüll   | Klixbüll                                    |           |
| Galmsbüll | Kompassrose, die auf Nachbargemeinden zeigt | Leck      |
| Dagebüll  |                                             | Stedesand |

## Geschichte
Risum wird gemeinsam mit Lindholm im Waldemar-Erdbuch als Bestandteil der Bökingharde erwähnt. Die beiden Orte sowie Niebüll und Deezbüll befinden sich auf einer eiszeitlichen Sanderinsel, die nach dem dort noch im Mittelalter vorhandenen Hochmoor Risummoor genannt wurde. Nachdem das Meer nach der ersten großen Mandränke 1362 bis an diese Insel vordrang, wurden die gefährdeten Teile bedeicht. Dieses Gebiet wurde später als Risummoorer Kornkoog bezeichnet. 1580 wurde der mittelalterliche Deich verstärkt.
Im 15. Jahrhundert entstanden durch den Bau eines Damms nach Stedesand der Große Kohldammer-Koog, der in Lindholm-Kohldammer-Koog und Risum-Kohldammer-Koog eingeteilt ist, 1544 der Kleine Kohldammer-Koog. Dessen Deich brach bei der zweiten Mandränke, was 402 Menschen das Leben kostete. Erst bei der Gewinnung des Maasbüller Herrenkoogs 1641 wurde die Lücke wieder geschlossen.

## Politik

### Gemeindevertretung
Die Wahl zum Gemeinderat am 14. Mai 2023 wurden insgesamt 18 Sitze vergeben. Von diesen erhielt die FWG acht Sitze, die CDU vier Sitze und der SSW und die SPD drei Sitze.

### Bürgermeister
In der konstituierenden Sitzung der neugewählten Vertretung am 25. Juni 2018 wurde Hans Bruhn (FWG) als Bürgermeister gewählt.

### Wappen
Blasonierung: „Im blauen Schildhaupt vier versetzt angeordnete silberne Lindenblätter, darunter ein wachsender roter Friesengiebel, belegt mit drei übereinander angeordneten silbernen Fenstern, sowie ein das Schildhaupt anstoßendes goldenes Dach.“

## Kultur und Sehenswürdigkeiten

### Friesisch
Risum-Lindholm ist überregional als das kulturelle Zentrum der Festlandnordfriesen bekannt. Im Gegensatz zu den meisten anderen Orten in Nordfriesland hat in Risum-Lindholm die nordfriesische Sprache im lokalen Ostermooringer Dialekt noch eine nennenswerte Sprecherzahl und eine entsprechende Bedeutung in den Familien und in der Öffentlichkeit. In den drei örtlichen Schulen, der dänischen Risum Skole/Risem Schölj, der Risumer Grundschule und in der Nis Albrecht Johannsen-Schule zu Lindholm, wird die Sprache unterrichtet. Alle Straßennamen der Neubaugebiete sind friesisch. Die Gemeinde wurde bereits zweifach mit der Auszeichnung „Sprachenfreundliche Gemeinde“ bedacht.
Das Andersen-Haus, ein uthlandfriesisches Haus von 1723 im Ortsteil Klockries, ist Sitz des Ostermooriger Friesenvereins und beliebter Veranstaltungsort für Märkte, Konzerte und private Feiern.

### Kirchengebäude
Sowohl die St.-Sebast-Kirche in Risum als auch die Lindholmer Michaeliskirche verdanken ihre heutige Gestalt dem 18. Jahrhundert – ihre Ursprünge reichen jedoch bis ins 13. Jahrhundert zurück. Beide besitzen freistehende Glockenstapel und weisen teilweise im Inneren eine mittelalterliche Kirchenausstattung auf.

### Sport
Im Jahre 2003 entstand der SV Frisia 03 Risum-Lindholm aus der Fusion der Vereine MTV Frisia Lindholm und TSV Viktoria Risum-Maasbüll. Der Verein besitzt Sparten für American Football und Cheerleading, Darts, Fußball, Gymnastik, Handball, Kegeln, Laufen, Radsport, Racquetball, Sportschießen, Schwimmen, Sportabzeichen, Tanzen, Tennis, Tischtennis, Turnen und Volleyball. Mit 1919 Mitgliedern ist er einer der größten Sportvereine im Kreis Nordfriesland. Die Fußballmannschaft spielt in der Oberliga Schleswig-Holstein und trägt die Heimspiele im Niko-Nissen-Stadion aus.

## Wirtschaft und Öffentliche Infrastruktur

### Ansässige Unternehmen
Das Gemeindegebiet ist in der Fläche stark landwirtschaftlich geprägt. In den Außenbereichen dominiert heute daneben stark die erneuerbare Energieerzeugung mit ihren Windkraft- und Biogasanlagen. Sie firmieren vielfach als Bürgerenergiegesellschaften oder werden von örtlich ansässigen Landwirten betrieben.
Im Ort ist daneben die institutionelle Einrichtung des Deich- und Hauptsielverbands Südwesthörn-Bongsiel ansässig. Außerdem ist ein Filialbetrieb des Landmaschinenherstellers Claas, außerdem der VR Bank Nord vertreten.

### Verkehr

#### Öffentlicher Nahverkehr
Die Gemeinde wird im westlichen Teil des Ortsteils Lindholm von der Marschbahn (Hamburg-Altona –) Elmshorn – Westerland (Sylt) gekreuzt. Die Bahnstrecke hat seit den 1980er Jahren allerdings keinen eigenen Bahnhof mit Reisezughalten mehr, nachdem die hier abzweigende Bahnstrecke Flensburg-Weiche–Lindholm stillgelegt worden war. Lediglich als Betriebsbahnhof (Blockstelle mit Schrankenposten) ist der Bahnhof nach wie vor in Betrieb. Dennoch wurde er 2005 zweisprachig beschildert („Risum-Lindholm/Risem-Lonham“). Ein Bedarfshaltepunkt befindet sich im Ortsteil Maasbüll an der Bahnstrecke zwischen Niebüll und Dagebüll. Dieser wird etwa stündlich von der Norddeutschen Eisenbahngesellschaft angefahren. In dem Liniennetzplan des Nahverkehrsverbunds Schleswig-Holstein verkehren hier die Züge der Linie RB 65.

#### Motorisierter Individualverkehr
Durch die Ortslage von Lindholm verläuft die Bundesstraße 5 im Abschnitt zwischen Heide und der Bundesgrenze nach Dänemark südlich von Tondern. Diese geht im Süden westlich von Dithmarschens Kreisstadt direkt in die Bundesautobahn 23 zur Weiterführung nach Hamburg über. Die langgestreckte Ortslage wird von der beidseitig abzweigenden Dorfstraße überquert. In westlicher Richtung ist die Straße als Landesstraße 10 gewidmet. Diese erschließt im Westen der Ortslage ebenfalls den Maasbüller Herrenkoog und führt weiter über Norder-Waygaard nach Waygaard-Deich.

## Söhne und Töchter der Gemeinde
- Momme Andresen (1857–1951), Chemiker, Pionier der Photographie, Mitbegründer der Firma Agfa
- Sönke Nissen (1870–1923), Eisenbahningenieur und deutscher Industrieller
- Johannes Oldsen (1894–1958), friesischer Minderheitspolitiker (SSW),  MdL (Schleswig-Holstein)
- Berthold Bahnsen (1913–1971), friesischer Minderheitspolitiker (SSW), MdL (Schleswig-Holstein)